# 南與野站
南與野站（日语：／ Minami-yono eki */?）是一個位於埼玉縣埼玉市中央區鈴谷二丁目，屬於東日本旅客鐵道（JR東日本）的鐵路車站。車站編號是JA 23。
停靠此站的路線在軌道名稱上是東北本線（別線），在運行系統上的埼京線。

### 月台配置
| 月台 | 路線   | 方向 | 目的地                       |
| ---- | ------ | ---- | ---------------------------- |
| 1    | 埼京線 | 南行 | 池袋、新宿、大崎、臨海線方向 |
| 2    | 埼京線 | 北行 | 大宮、川越方向               |

（來源：JR東日本:車站構內圖（页面存档备份，存于））

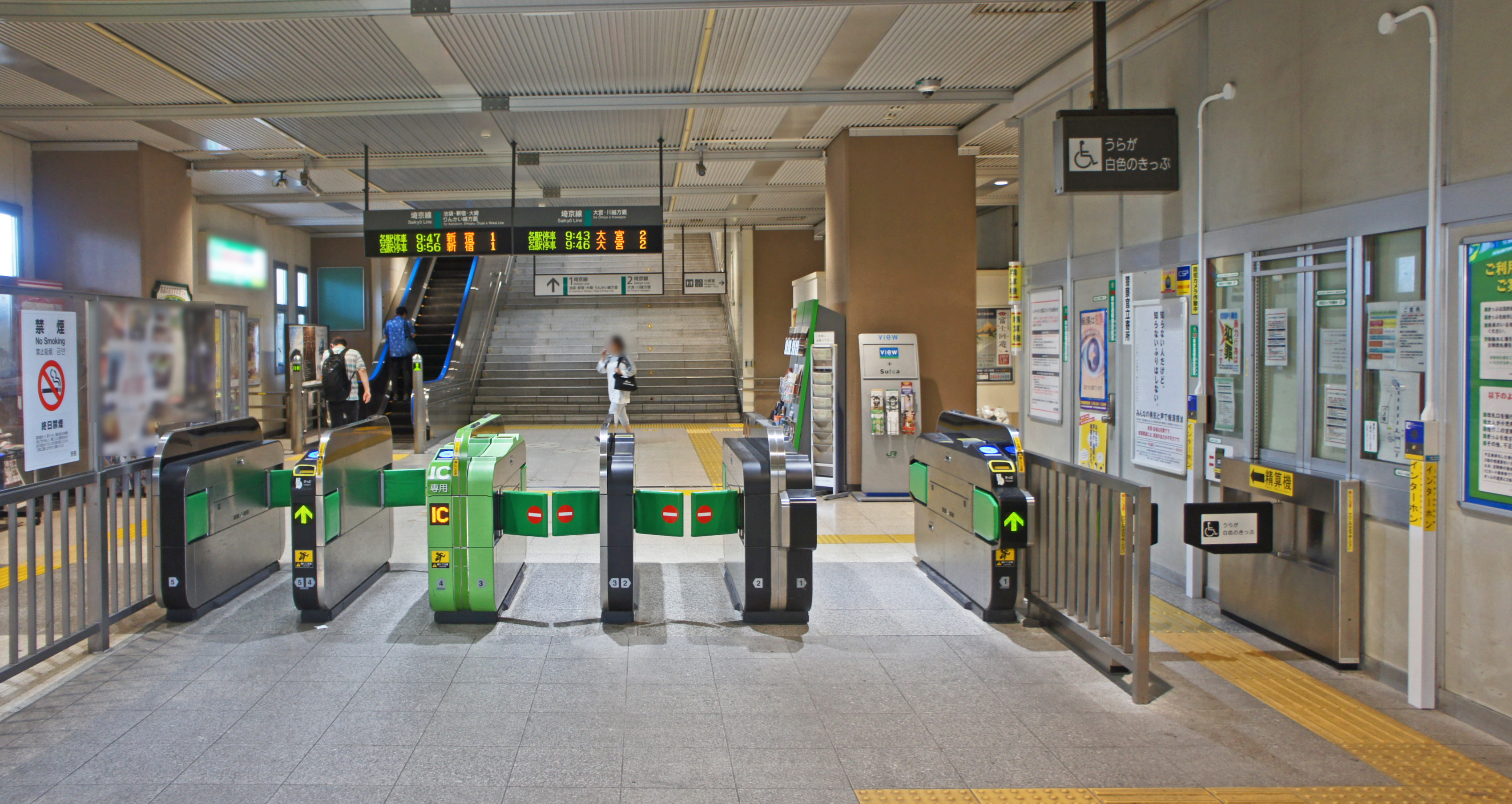
閘口（2019年9月）
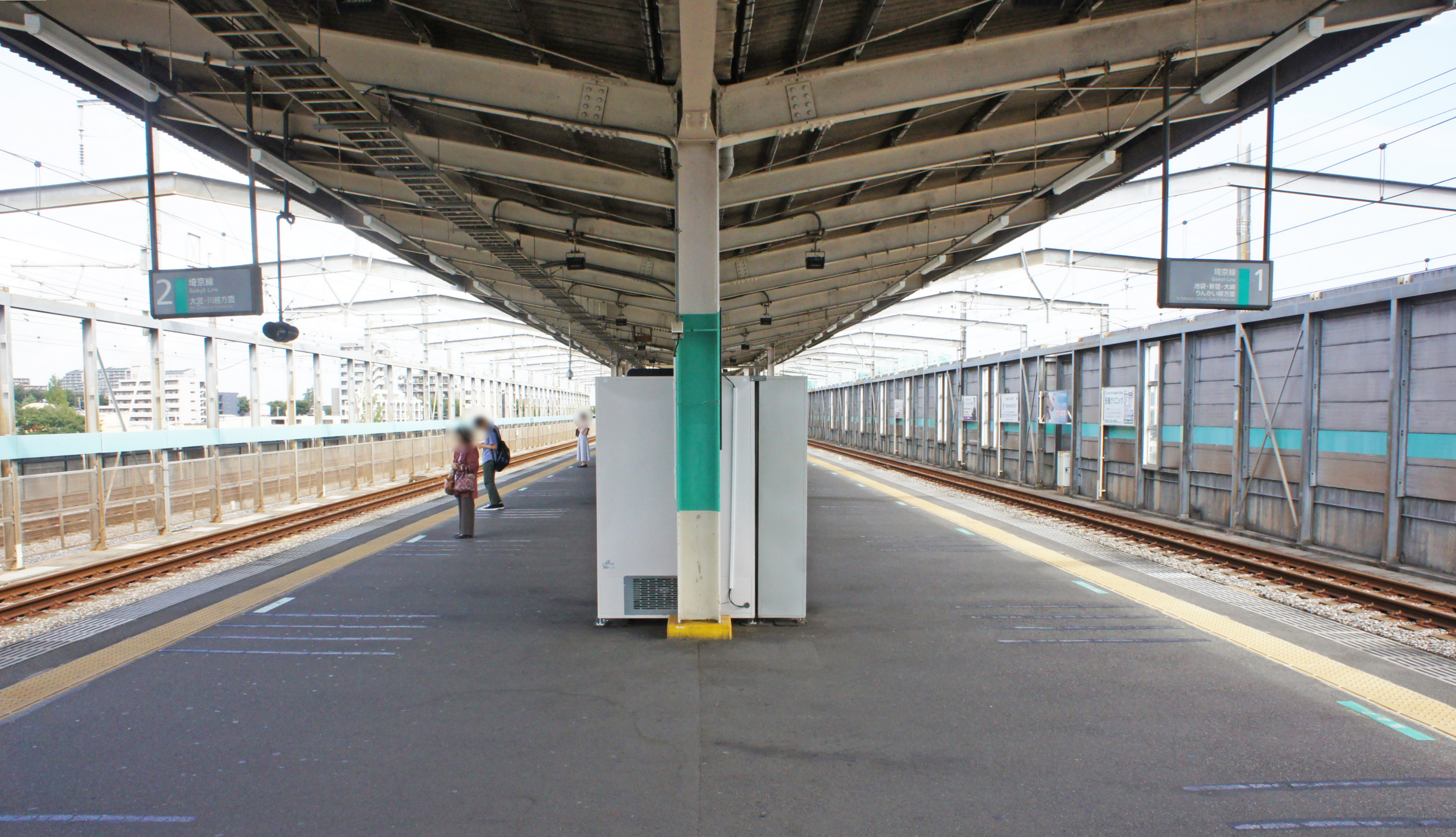
月台（2019年9月）

### 車站顏色
- 1985年（昭和60年）9月30日開業的埼京線各站（全部10個車站）設有車站編號，現在繼續使用。此站的顏色是綠色（常盤色）。

## 使用情況
2019年（令和元年）度1日平均上車人次為18,917人。
近年的1日平均上車人次的推移如下表。
| 年度               | 1日平均 上車人次 | 來源     |
| ------------------ | ---------------- | -------- |
| 1985年（昭和60年） | 3,910            |          |
| 1986年（昭和61年） | 6,552            |          |
| 1987年（昭和62年） | 7,685            |          |
| 1988年（昭和63年） | 8,964            |          |
| 1989年（平成元年） | 9,979            |          |
| 1990年（平成02年） | 11,051           |          |
| 1991年（平成03年） | 11,839           |          |
| 1992年（平成04年） | 12,504           |          |
| 1993年（平成05年） | 13,501           |          |
| 1994年（平成06年） | 13,884           |          |
| 1995年（平成07年） | 14,064           |          |
| 1996年（平成08年） | 14,677           |          |
| 1997年（平成09年） | 14,492           |          |
| 1998年（平成10年） | 14,526           |          |
| 1999年（平成11年） | 14,223           | [ * 1 ]  |
| 2000年（平成12年） | 14,297           | [ * 2 ]  |
| 2001年（平成13年） | 14,607           | [ * 3 ]  |
| 2002年（平成14年） | 14,790           | [ * 4 ]  |
| 2003年（平成15年） | 14,973           | [ * 5 ]  |
| 2004年（平成16年） | 14,950           | [ * 6 ]  |
| 2005年（平成17年） | 14,960           | [ * 7 ]  |
| 2006年（平成18年） | 15,050           | [ * 8 ]  |
| 2007年（平成19年） | 15,094           | [ * 9 ]  |
| 2008年（平成20年） | 15,230           | [ * 10 ] |
| 2009年（平成21年） | 15,434           | [ * 11 ] |
| 2010年（平成22年） | 15,565           | [ * 12 ] |
| 2011年（平成23年） | 15,612           | [ * 13 ] |
| 2012年（平成24年） | 15,901           | [ * 14 ] |
| 2013年（平成25年） | 16,348           | [ * 15 ] |
| 2014年（平成26年） | 16,349           | [ * 16 ] |
| 2015年（平成27年） | 17,046           | [ * 17 ] |
| 2016年（平成28年） | 17,662           | [ * 18 ] |
| 2017年（平成29年） | 18,089           | [ * 19 ] |
| 2018年（平成30年） | 18,758           | [ * 20 ] |
| 2019年（令和元年） | 18,917           |          |

備註
1. ↑  1985年9月30日開業。開業日から翌年3月31日までの183日間を集計したデータ。

## 可換乘巴士路線
南與野站西口
- 國際興業巴士（日语：国際興業バス）
  - 志03-3 經埼玉大學、宿（日语：宿 (さいたま市)）、伊呂波橋往志木站東口
  - 北朝02 經埼玉大學、中宗岡（日语：中宗岡）往北朝霞站
  - 富士10 經埼玉大學、宿、LaLaPort富士見（日语：ららぽーと富士見）往富士見野站東口
  - 南與02 經埼玉大學往下大久保（日语：下大久保）（平日夜晩）
- 西武巴士、國際興業巴士（共同營運）
  - 南與01 往埼玉大學（只在平日早晚繁忙時間服務）

南與野站北口
- 西武巴士、國際興業巴士（共同營運）
  - 北浦03 往北浦和站西口
  - 北浦03 往埼玉大學

## 历史
- 1985年（昭和60年）9月30日－本站開業。
- 1987年（昭和62年）4月1日－國鐵分割民營化，本站由JR東日本接手管理。
- 2001年（平成13年）11月18日－智能卡系統Suica正式投入服務。
- 2007年（平成19年）10月31日－本站的綠色窗口停業，以對號座位專用售票機取代。

## 相鄰車站
東日本旅客鐵道
 埼京線
■通勤快速
通過
■快速、■各站停車
中浦和（JA 22）－南與野（JA 23）－與野本町（JA 24）

### 使用情況
1. ↑  埼玉県統計年鑑 （页面存档备份，存于） - 埼玉県
2. ↑  さいたま市統計書 （页面存档备份，存于） - さいたま市
3. ↑  . www.city.saitama.jp.   [2020-05-20]. （原始内容存档于2017-10-04）.

JR東日本2000年度以後上車人次
1. ↑  各駅の乗車人員（2000年度） （页面存档备份，存于） - JR東日本
2. ↑  各駅の乗車人員（2001年度） （页面存档备份，存于） - JR東日本
3. ↑  各駅の乗車人員（2002年度） （页面存档备份，存于） - JR東日本
4. ↑  各駅の乗車人員（2003年度） （页面存档备份，存于） - JR東日本
5. ↑  各駅の乗車人員（2004年度） （页面存档备份，存于） - JR東日本
6. ↑  各駅の乗車人員（2005年度） （页面存档备份，存于） - JR東日本
7. ↑  各駅の乗車人員（2006年度） （页面存档备份，存于） - JR東日本
8. ↑  各駅の乗車人員（2007年度） （页面存档备份，存于） - JR東日本
9. ↑  各駅の乗車人員（2008年度） （页面存档备份，存于） - JR東日本
10. ↑  各駅の乗車人員（2009年度） （页面存档备份，存于） - JR東日本
11. ↑  各駅の乗車人員（2010年度） （页面存档备份，存于） - JR東日本
12. ↑  各駅の乗車人員（2011年度） （页面存档备份，存于） - JR東日本
13. ↑  各駅の乗車人員（2012年度） （页面存档备份，存于） - JR東日本
14. ↑  各駅の乗車人員（2013年度） （页面存档备份，存于） - JR東日本
15. ↑  各駅の乗車人員（2014年度） （页面存档备份，存于） - JR東日本
16. ↑  各駅の乗車人員（2015年度） （页面存档备份，存于） - JR東日本
17. ↑  各駅の乗車人員（2016年度） （页面存档备份，存于） - JR東日本
18. ↑  各駅の乗車人員（2017年度） （页面存档备份，存于） - JR東日本
19. ↑  各駅の乗車人員（2018年度） （页面存档备份，存于） - JR東日本
20. ↑  各駅の乗車人員（2019年度） （页面存档备份，存于） - JR東日本

埼玉縣統計年鑑
1. ↑  .   [2020-07-29]. （原始内容存档于2020-02-02）.
2. ↑  .   [2020-07-29]. （原始内容存档于2020-02-02）.
3. ↑  .   [2020-07-29]. （原始内容存档于2020-02-02）.
4. ↑  .   [2020-07-29]. （原始内容存档于2020-02-02）.
5. ↑  .   [2020-07-29]. （原始内容存档于2020-02-02）.
6. ↑  .   [2020-07-29]. （原始内容存档于2020-02-02）.
7. ↑  .   [2020-07-29]. （原始内容存档于2020-02-02）.
8. ↑  .   [2020-07-29]. （原始内容存档于2020-02-02）.
9. ↑  .   [2020-07-29]. （原始内容存档于2020-02-02）.
10. ↑  .   [2020-07-29]. （原始内容存档于2020-02-02）.
11. ↑  .   [2020-07-29]. （原始内容存档于2020-02-02）.
12. ↑  .   [2020-07-29]. （原始内容存档于2020-02-02）.
13. ↑  .   [2020-07-29]. （原始内容存档于2020-02-02）.
14. ↑  .   [2020-07-29]. （原始内容存档于2020-02-02）.
15. ↑  .   [2020-07-29]. （原始内容存档于2020-02-02）.
16. ↑  .   [2020-07-29]. （原始内容存档于2020-02-02）.
17. ↑  .   [2020-07-29]. （原始内容存档于2020-02-02）.
18. ↑  .   [2020-07-29]. （原始内容存档于2020-02-02）.
19. ↑  .   [2020-07-29]. （原始内容存档于2020-02-02）.
20. ↑  .   [2020-07-29]. （原始内容存档于2020-03-18）.

## 外部連結
- 車站資訊（南與野）：東日本旅客鐵道

35°52′2.7264″N 139°37′52.2948″E / 35.867424000°N 139.631193000°E